# 蔡长风
蔡长风（1910年—2001年），中国人民解放军将领、中国人民解放军开国少将。
曾任海军东海舰队后勤部部长。1955年，授予中国人民解放军少将。